# با من پرواز کن (ترانه آرتسویک)
با من پرواز کن (انگلیسی: Fly with Me) ترانه‌ای است که توسط آرتسویک خواننده اهل ارمنستان اجرا شده است. این ترانه در تاریخ ۲۹ مارس ۲۰۱۷ در قالب دانلود دیجیتالی توسط یونیورسال میوزیک گروپ منتشر شد. با این حال نماهنگ آن در تاریخ ۱۸ مارس به نمایش گذاشته شده است. این ترانه نماینده ارمنستان در مسابقه آواز یوروویژن سال ۲۰۱۷ است. شعر این ترانه توسط آوت بارسقیان و داویت تسرونیان نوشته شده است و توسط لیلیت و لوون ناواساردیان تهیه شده است.

## تاریخچه انتشار
| منطقه | تاریخ        | فرمت          | ناشر                  |
| ----- | ------------ | ------------- | --------------------- |
| جهانی | ۲۹ مارس ۲۰۱۷ | دانلود موسیقی | یونیورسال میوزیک گروپ |